# Episodi di Celebrity Deathmatch (seconda stagione)
La seconda stagione della serie animata Celebrity Deathmatch, composta da 21 episodi, è stata trasmessa negli Stati Uniti, da MTV, dal 31 gennaio all'11 novembre 1999.
In Italia è stata trasmessa dal 7 ottobre al 23 novembre 1999 su MTV.
| nº | Titolo                                  | Scontri |
| -- | --------------------------------------- | --- |
| 1  | Deathbowl '99                           | Dolly Parton vs. Jennifer Lopez, Michael Jackson vs. Madonna, Evander Holyfield vs. Mike Tyson                                                               |
| 2  | Battle of the Boys with Toys            | Ice Cube vs. Ice-T, Al Pacino vs. Robert De Niro, I Backstreet Boys vs. Knig Ad-Rock/MCA/Mike D dei Beastie Boys                                             |
| 3  | Magic, Flashbacks and Pregnancies       | Calista Flockhart vs. Lucy Lawless, Boy George vs. Don Johnson, Penn & Teller vs. Siegfried & Roy                                                            |
| 4  | The Time Machine                        | Jennifer Aniston vs. Courteney Cox vs. Lisa Kudrow, Sean Connery vs. Roger Moore, Mahatma Gandhi vs. Gengis Khan                                             |
| 5  | The Unknown Murderer                    | Mosè vs. Il Faraone Ramses II, Geraldo Rivera vs. Larry King, Neve Campbell vs. Sarah Michelle Gellar                                                        |
| 6  | Celebrity Deathmatch International      | Mel Gibson vs. Paul Hogan, Antonio Banderas vs. Cheech Marin, Bono vs. Fabio vs. Yōko Ono                                                                    |
| 7  | The End of the Real World               | Tyra Banks vs. Claudia Schiffer vs. Kate Moss, Busta Rhymes vs. William Shakespeare, Jacinda Barrett vs. John Brannon vs. David "Puck" Rainey vs. Tami Roman |
| 8  | Celebrity Deathmatch The Motion Picture | Martin Scorsese vs. Oliver Stone, Groucho Marx vs. John Wayne, Cameron Diaz vs. Meryl Streep                                                                 |
| 9  | Cable Day                               | Emeril Lagasse vs. Le Two Fat Ladies Clarissa Dickson Wright e Jennifer Paterson, Jesse Camp vs. Matt Pinfield, Alex Trebek vs. Pat Sajak                    |
| 10 | 4th Of July Celebration                 | Bill Clinton vs. Ken Starr, James Van Der Beek vs. Saddam Hussein, Abraham Lincoln vs. George Washington                                                     |
| 11 | Family Night I                          | Charlie Sheen vs. Emilio Estevez, Donny e Marie Osmond vs. Eric e Julia Roberts, Jerry e Ben Stiller vs. Bob e Jakob Dylan                                   |
| 12 | Censoring Problems                      | Ron Jeremy vs. Tommy Lee, Alanis Morissette vs. Jewel, I tre marmittoni vs. I Tre Tenori                                                                     |
| 13 | Salute To Laughter                      | Carrot Top vs. Dennis Miller, Rodney Dangerfield vs. Don Rickles, Billy Crystal vs. Whoopi Goldberg vs. Robin Williams                                       |
| 14 | The Laser Pointer                       | Elton John vs. Ozzy Osbourne, Sandra Bernhard vs. Martha Stewart, Tom Hanks vs. Sean Penn                                                                    |
| 15 | Robot Nicky                             | Gary Coleman vs. Rick Schroder, Lauryn Hill vs. Shania Twain, Hugh Grant vs. Tutti i Promettenti, ovvero Clint Eastwood, Harvey Keitel e Andy Dick           |
| 16 | The Prophecy                            | Dennis Franz vs. Sammo Hung, Chris Tucker vs. Steven Wright, Gwyneth Paltrow vs. Winona Ryder                                                                |
| 17 | In The Memory Of Stacey Cornbred        | Bette Midler vs. Cher, Roberto Benigni vs. Benito Mussolini, Nicolas Cage vs. John Travolta                                                                  |
| 18 | From the Streets of New York            | Nessuno scontro previsto |
| 19 | Halloween episode I                     | Il Mostro di Frankenstein vs. L'Uomo Lupo, The Undertaker vs. Captain Doody, I KISS nella formazione originale vs. Gli 'N Sync                               |
| 20 | High-Tech Fighting                      | Billy Blanks vs. Richard Simmons, Don King vs. Donald Trump, Brad Pitt vs. Keanu Reeves                                                                      |
| 21 | Fandemonium II                          | Ben Affleck vs. Matt Damon, Ozzy Osbourne vs. Rob Zombie, Marilyn Manson vs. Ricky Martin                                                                    |